# Endotrichella tortifolia
Endotrichella tortifolia là một loài Rêu trong họ Pterobryaceae. Loài này được (Mitt.) Broth. miêu tả khoa học đầu tiên năm 1906.